# Vanek Margit
Vanek Margit (Budapest, 1986. február 25. –) világbajnoki bronzérmes magyar triatlonista. A Ferencvárosi TC színeiben szerepelt úszó és atlétikai országos bajnokságon is. Nagyapja Lombos Dezső (1927–2020) atléta, edző.

## Sportpályafutása
Úszóként kezdett sportolni, 18 évesen váltott a triatlonra. A 2005-ös junior Európa-bajnokságon 26. lett. 2006-ban negyedik volt a felnőtt rövid távú ob-n. A U23-as Eb-n 16.-ként ért célba. Az U23-as világbajnokságon 23. helyezést ért el. A váltó világbajnokságon negyedik volt. A következő évben U23-as Európa-bajnok lett váltóban,  negyedik egyéniben. A váltó világbajnokságon ismét negyedik helyezést szerzett. 2008-ban az U23-as kontinens bajnokságon 15.-ként végzett.
2010-ben aquatlon világbajnokságot nyert. A vegyes váltó-világbajnokságon hatodik helyezést ért el. 2011-ben a rövidtávú világbajnoki sorozatban 82. lett. A rövid távú Európa-bajnokságon egyéniben 28., váltóban ötödik helyen végzett. A vegyes váltó vb-n nyolcadik helyezést szerzett. 2012-ben az olimpiáról éppen lemaradt, első számú tartalék volt.
2013-ban Európa-bajnoki hetedik helyezést ért el. A vegyes váltóval ötödik volt. A következő évben a vegyesváltó világbajnokságon bronzérmet szerzett (Kovács Zsófia, Tóth Tamás, Vanek Ákos). A világbajnoki sorozatban 38. volt. Az Eb-n váltóban negyedik, egyéniben 12. lett. 2015-ben az Európa-bajnokságon 15. helyen végzett. A váltó világbajnokságon és Európa-bajnokságon hatodik volt. A 2016-os Európa-bajnokságon váltóban harmadik lett, egyéniben kiesett.

## Díjai, elismerései
- Az év magyar triatlonosa (2011, 2012, 2013, 2014, 2015)